# Северна фока крзнашица
Северна фока крзнашица (Callorhinus ursinus) је врста перајара из породице ушатих фока (Otariidae).

## Распрострањење
Ареал врсте покрива северни и централни источни Пацифик. 
Врста има станиште у Русији, Мексику, Јапану, Кореји, Канади, Сједињеним Америчким Државама и Кини.

## Станиште
Станиште врсте су морски екосистеми. 

## Угроженост
Ова врста се сматра рањивом у погледу угрожености врсте од изумирања.